# Borzavár
Borzavár là một thị trấn thuộc hạt Veszprém, Hungary. Thị trấn này có diện tích 13 km², dân số năm 2010 là 711 người, mật độ 55 người/km².